# Двадцять історій і мрії
«Двадцять історій і мрії» (англ. Twelve Stories and a Dream) — збірка романів англійського письменника Герберта Веллса. Видана у 1903 році.

## Зміст
- Філмер (Filmer)
- Магазин Магії (The Magic Shop)
- Долина Павуків (The Valley of Spiders)
- Правда про Пайкрафт (The Truth about Pyecraft)
- Містер Скелмерсдейл в казковій країні (Mr. Skelmersdale in Fairyland)
- Недосвідчений привид (The Inexperienced Ghost)
- Джиммі — окуляри Бога (Jimmy Goggles the God)
- Новий прискорювач (The New Accelerator)
- Відпустка містера Ледбеттера (Mr. Ledbetter's Vacation)
- Викрадене Тіло (The Stolen Body)
- Скарби містера Брішера (Mr. Brisher's Treasure)
- Серце Міс Уінчелсі (Miss Winchelsea's Heart)
- Сон Армагеддона (A Dream of Armageddon)